# Okamejei jensenae
Okamejei jensenae (лат.) — вид хрящевых рыб семейства ромбовых скатов отряда скатообразных. Являются эндемиками тропических вод, омывающих Филиппины. Встречаются на глубине до 118 м. Их крупные, уплощённые грудные плавники образуют диск в виде ромба с вытянутым рылом. Максимальная зарегистрированная длина 53,3 см. Откладывают яйца. Не являются объектом целевого промысла.

## Таксономия
Впервые вид был научно описан в 2010 году. Голотип представляет собой самку длиной 48,8 см, найденную на рыбном рынке в Дипологе (08°28′ с. ш. 123°20′ в. д.). Паратипы: самки длиной 46,4—51,8 см.

## Ареал
Эти бентопелагические скаты обитают в водах, омывающих Филиппины. Встречаются на глубине 110—118 м.

## Описание
Широкие и плоские грудные плавники этих скатов образуют диск в виде ромба. На вентральной стороне диска расположены 5 жаберных щелей, ноздри и рот. На тонком хвосте имеются латеральные складки. У этих скатов 2 редуцированных спинных плавника и редуцированный хвостовой плавник.
Ширина диска в 1,1—1,2 раза больше длины и равна 59—71 % длины тела. Удлинённое и заострённое рыло образует угол 88—98°. У самок хвост сравнительно короче, чем у взрослых самцов (0,8—0,9 против 1,1 расстояния от кончика рыла до клоаки). Ширина хвоста в средней части равна 1,5—1,8 его высоты и 1,4—1,7 у основания первого спинного плавника. Расстояние от кончика рыла до верхней челюсти составляет 17—18 % длины тела и в 2,0—2,2 раза превосходит дистанцию между ноздрями. Длина головы по вентральной стороне равна 29—32 % длины тела. Длина рыла в 3,3—3,4 превосходит, а диаметр глаза равен 67—85 % межглазничного пространства. Высота первого спинного плавника в 2,0—2,7 раз больше длины его основания. Расстояние между началом основания первого спинного плавника и кончиком хвоста в 3,1—4,0 раза превосходит длину его основания и в 3,2—6,3 длину хвостового плавника. Брюшные плавники среднего размера. У половозрелых самцов длина задней лопасти составляет 16—18 %, длины тела, длина передней лопасти равна 71—83 % длины задней лопасти. Маларные шипы отсутствуют. Область аларных шипов небольшая. Передний край диска с обеих сторон у самок покрыт узкой колючей полосой, имеется единичный срединный ряд колючек. Колючки на хвосте хорошо развиты и образуют 3 ряда. Грудные плавники образованы 80—82 лучами. Количество позвонков 133—138. На верхней челюсти имеются 61—76 зубных рядов. Дорсальная поверхность диска коричневого цвета с белыми пятнышками. Вентральная поверхность беловатая, края диска жёлтые. Крошечные чувствительные поры, расположенные на вентральной стороне диска, не имеют тёмной окантовки. Передний край спинного плавника тёмный, хвостовой плавник бледный или коричневый. Максимальная зарегистрированная длина 53,3 см.

## Взаимодействие с человеком
Эти скаты не являются объектом целевого промысла. Международный союз охраны природы ещё не оценил охранный статус вида.